# يعقوبوس نيكولاس بوشوف
يعقوبوس نيكولاس بوشوف (بالإنجليزية: Jacobus Nicolaas Boshoff) (31 يناير 1808 – 21 أبريل 1881، رجل دولة من جنوب أفريقيا (من البوير)، وأحد الوافدين المتأخرين إلى حركة الفورتريكر، كما شغل منصب ثاني رئيس دولة في جمهورية أورانج الحرة، حيث تولى المنصب من عام 1855 حتى عام 1859.